# 逸見計算尺
逸見計算尺（日语：／ Hemmi Keisanjaku */?），是日本一間半導體設備公司。在1970年代之前，逸見計算尺以製造計算尺為主要業務。

## 歷史
- 1895年4月15日：逸見治郎商店由逸見治郎成立。
- 1909年：逸見治郎成功以日本國產孟宗竹製造竹製計算尺。在此之前，逸見治郎嘗試使用櫻木、黃楊木、花梨木等為計算尺材料，但均不成功。
- 1920年代：第一次世界大戰之後，德國製計算尺工業衰落，日本竹製計算尺取代德製計算尺的地位，並得以開拓國際市場。
- 1925年：大倉龜加入逸見治郎商店，成為合伙人。
- 1928年：更名為「逸見製作所」。
- 1929年：雙面計算尺「通用計算尺」推出市場，並使用「SUN」作為產品商標。
- 1931年：更名為「逸見計算尺株式會社」。
- 1960年代：逸見計算尺製造計算尺的業務達頂峰，世界市佔率達80%，日本市佔率更達98%。[1]
- 1967年：增設電子部品部門。
- 1969年：增設電氣計測部門。
- 1980年：埼玉縣比企郡東松山工場落成。
- 1991年：埼玉縣兒玉郡美里工場落成，東松山工場加建無塵室。
- 2002年：開設「和光開發中心」。
- 2014年：開設台北支店「日商逸見計算尺股份有限公司台北分公司」。

## 相關企業
- FT Okura（株式会社エフティ・オークラ）

## 外部連結
- ヘンミ計算尺株式会社 （页面存档备份，存于）（日語）